# 看見夕陽了嗎？
《看見夕陽了嗎?》是台灣女子組合AKB48 Team TP的第三張單曲，於2019年12月25日由好言娛樂發行。

## 背景
《看見夕陽了嗎?》是AKB48 Team TP所發行的第三張實體單曲，官網於2019年11月25日公開發行訊息以及選拔成員名單，並在12月21日舉行發片記者會。配合单曲发行，组合于台北、台中分别举行了签唱会，在台北举行的聖誕手渡會上售出8000張唱片。

## 單曲版本
《看見夕陽了嗎?》僅發行一種版本，內含CD、DVD以及隨機成員生寫真一張（共16款），並包含於2020年6月27日及2020年6月28日舉辦之「看見夕陽了嗎? 握手會」握手兌換码一份。

## 收錄內容
CD
1. 《看見夕陽了嗎?》（曲長5分01秒）
2. 《Only today》（曲長3分24秒）
3. 《心型病毒》（曲長3分59秒）
4. 《看見夕陽了嗎?》 off vocal ver.
5. 《Only today》 off vocal ver.
6. 《心型病毒》 off vocal ver.

DVD
1. 《看見夕陽了嗎?》 Music Video

## 歌曲與參與成員
成员的所属为单曲发行日的情况。

### 看見夕陽了嗎?
（中心成員：邱品涵）
- 正式成员：陳詩雅、曾詩羽、劉語晴、潘姿怡、冼迪琦、林于馨、劉潔明、劉曉晴、邱品涵、張羽翎、林倢
- 研究生：周佳郁、藤井麻由、蔡亞恩、蔡伊柔、李佳俐

本次主打歌曲《看見夕陽了嗎?》翻唱自AKB48 第6張單曲《妳正在看著夕陽嗎?》（夕陽を見ているか?），是一首由天樂填寫中文詞、岡田實音作曲、井上义正編曲的作品。歌曲MV取景于臺中市高美濕地，詳細名單如下。本次選拔成員中曾詩羽是自组合首张單曲《勇往直前》相隔兩作回歸，而林倢、蔡亞恩、周佳郁、藤井麻由、蔡伊柔都是首次入選選拔成員。

### OnIy Today
（中心成員：高云珏）
- 正式成员：國興瑀
- 研究生：賈宜蓁、柏靈、林易沄、林家瑩、王逸嘉、李孟純、小山美玲、林潔心、鄭妤葳、李采潔、鄭佳郁、羅瑞婷、高硯晨、高云珏

B面曲《Only Today》翻唱自AKB48第4張單曲《BINGO!》中由Team A演唱的收錄曲《Only Today》。

### 心型病毒
（中心成員：林于馨）
- 正式成員：林于馨、邱品涵
- 研究生：李佳俐

《心型病毒》此曲翻唱自AKB48 Team A 5th Stage「戀愛禁止條例」公演曲《心型病毒》（ハート型ウイルス）。

## 外部連結
- 官方頻道影片（繁體中文）
  - YouTube上的《看見夕陽了嗎？》完整版MV
  - YouTube上的《Only Today》完整版MV